# Castello di Bramafam
Das Castello di Bramafam, häufig auch Torre di Bramafam oder seltener Castello dei Visconti di Aosta, ist die Ruine einer Burg in der Stadt Aosta im Aostatal in Italien. Sie liegt an der Ecke der Via Bramafam und der Viale Carducci entlang der Stadtmauer aus römischer Zeit.

## Beschreibung
Die Burg setzt sich aus einem großen, quaderförmigen Gebäude, das früher einmal als Wohnhaus diente, und dem angrenzenden, zylindrischen Turm zusammen, der sich über der Bastion der „Porta principalis dextera“ (dt.: rechtes Haupttor) der altrömischen Stadtmauer erhebt. An einigen Stellen des Turmfundamentes ist die originale, römische Mauer noch sichtbar, wogegen man auf der Südseite noch die mittelalterliche Treppe erkennen kann. Der Turm schließt mit guelfischen Zinnen ab und zeigt einige schmale Schießscharten.

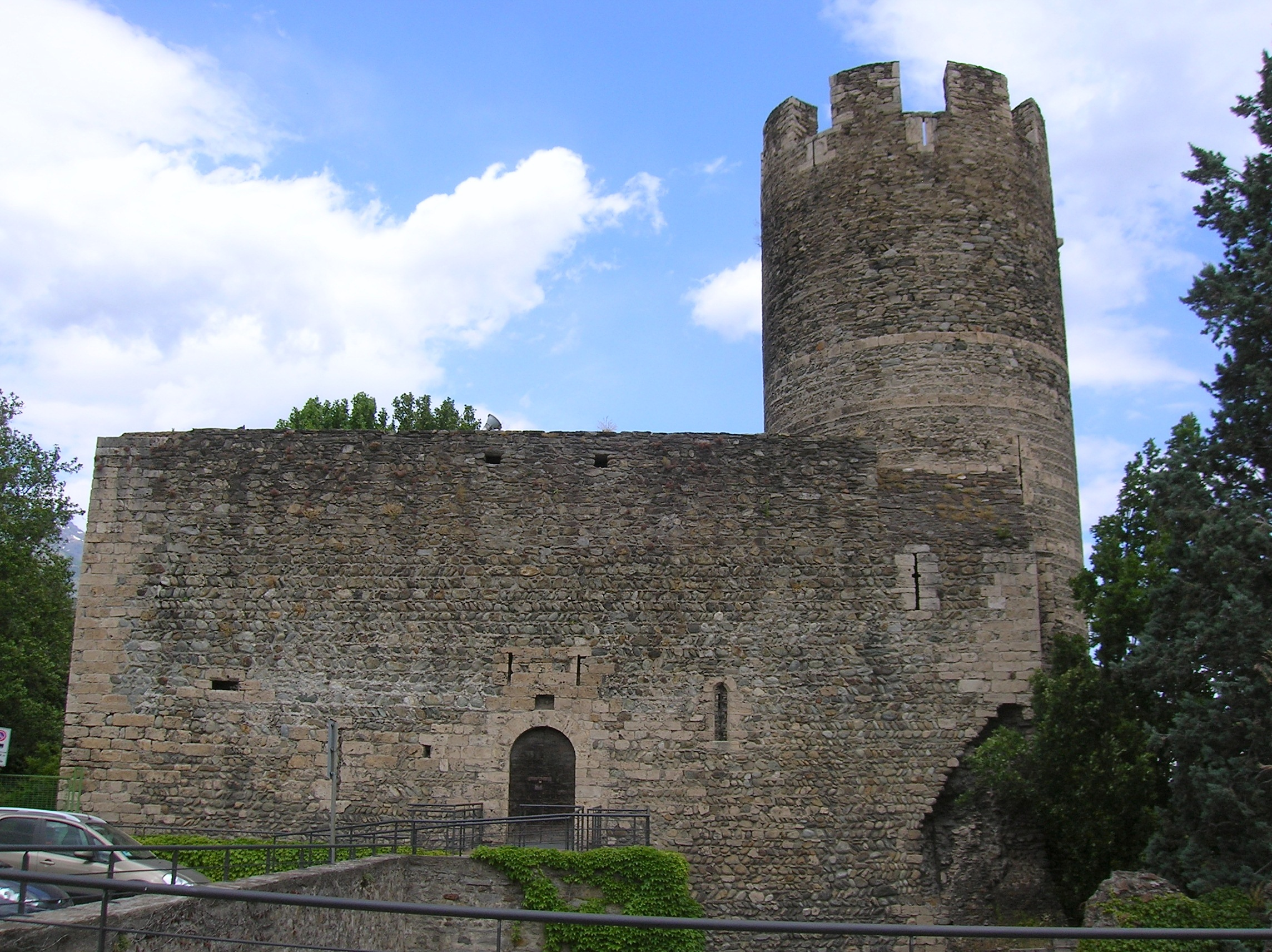
Hauptfassade

Das Hauptgebäude zeigt auf der Südseite eine Reihe von Doppelfenstern, die in ihrer Machart an die der Burg Ussel erinnern. Es gibt zwei Zugangswege: Auf der Westseite liegt der Hauptzugang mit einer Rundbogentür, der einst eine Zugbrücke hatte, und auf der Ostseite ist ein weiterer Zugang.
Eine Besonderheit der Burg Bramafam ist eine Zisterne, die an der Südseite des Hauptgebäudes aufgebaut und nicht in der Erde versenkt ist wie bei anderen Burgen im Tal. Turm und Mauerwerk sind beide im Laufe der Jahrhunderte zu Ruinen verfallen.
Die Burg Bramafam trägt laut Bruno Orlandoni klar Zeichen einer Tradition in Planung und architektonischer Technik, die von der internationalen Gotik abgeleitet ist: Insbesondere findet sie im Mittelalter eine „Proportionierung goldener Art“, d. h., nicht die Verwendung des goldenen Schnittes, sondern eher eine Proportion, die dem sehr nahe kommt. Das Fehlen von Bezügen und fundierteren Studien macht es unmöglich, die Auswirkungen vollständig zu bewerten.

## Geschichte

Burg Bramafam auf einem Foto von Carlo Nigra (1856–1942)

Grundriss der Burg von Carlo Nigra auf Studien von Alfredo D’Andrade

Die Ruinen der Burg sind heute auf ungefähr die zweite Hälfte des 13. Jahrhunderts zu datieren, aber ein Turm muss an dieser Stelle schon vorher existiert haben. Ursprünglich gab es hier einen Turm, dessen Existenz in Dokumenten aus den Jahren 1212–1214 bezeugt wird: Er wurde Béatrix-Turm genannt oder auch Porta principalis dextera, als Beatrice von Genf 1223 Godefroy I. von Challant heiraten wollte. Als Sitz der Vizegrafen von Aosta ließ die Adelsfamilie Challant die Burg Bramafam an eine mittelalterliche Burg anpassen.
Die Burg Bramafam, das in den Händen der Challants war, die die Kontrolle über den gesamten südöstlichen Abschnitt der Stadtmauer hatten, wurde 1253 von Jacques de Quart geplündert. 1295 gab Yblet I. von Challant die Burg mit der Aufgabe der Vizegrafenwürde im Austausch gegen die Herrschaft Monjovet an Graf Amadeus V. von Savoyen.
Dennoch hatte die Familie Challant noch einige Rechte an der Burg und mietete im 18. Jahrhundert die Ruinen.
Das Gebäude hatte über die Jahrhunderte viele Eigentümer und wurde häufig zwischen den Familien der Gegend hin und her geschoben. Schnell verfiel die Burg und verlor ihre Bedeutung für Politik und Verwaltung: Im 16. Jahrhundert, als die Kanzlei, der Kauf und Verkauf auf Basis der Carta Augustana, die Bestimmung öffentlicher und privater Akte definitiv aus den Händen der Vizegrafen in die der Notare wechselte, war die Burg Bramafam bereits eine Ruine.

## Legenden
Der Name „Bramafam“ ist aus dem frankoprovenzalischen Dialekt des Aostatales abgeleitet: „Bramé la fam“ bedeutet im Deutschen „vor Hunger schreien“. Viele Erklärungen gab die Volkskultur für diesen Namen:
Eine Legende erzählt, dass die Ehefrau eines Mitgliedes der Familie Challant aus Eifersucht eingesperrt wurde und verhungerte. Nach einer anderen Hypothese habe sich die Bevölkerung wegen einer großen Hungersnot oder in verschiedenen Notsituationen vor dem Turm, der Wohnstatt ihrer Herren, versammelt und um Essen gebeten, was dem Turm seinen Namen verschaffte.

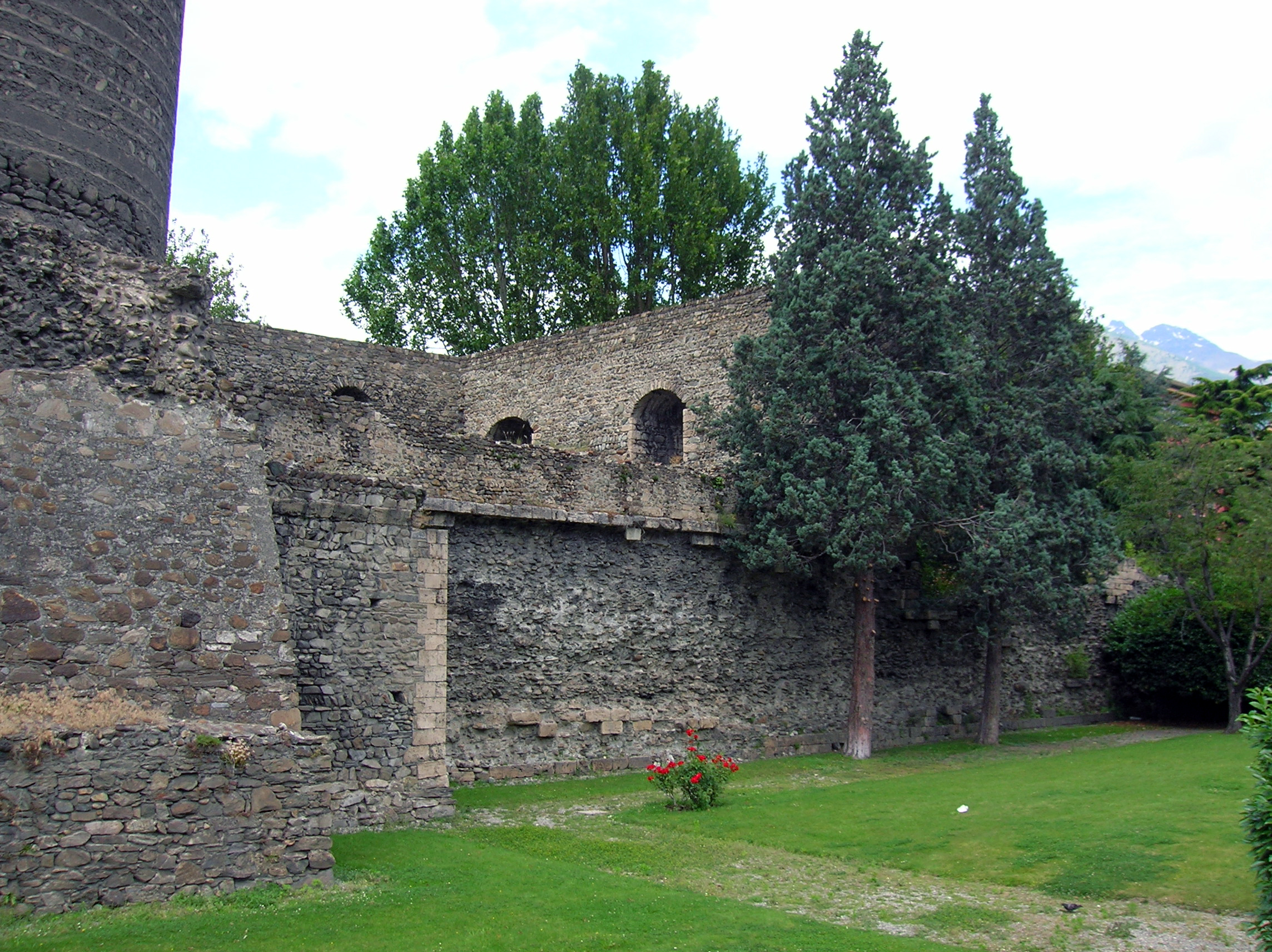
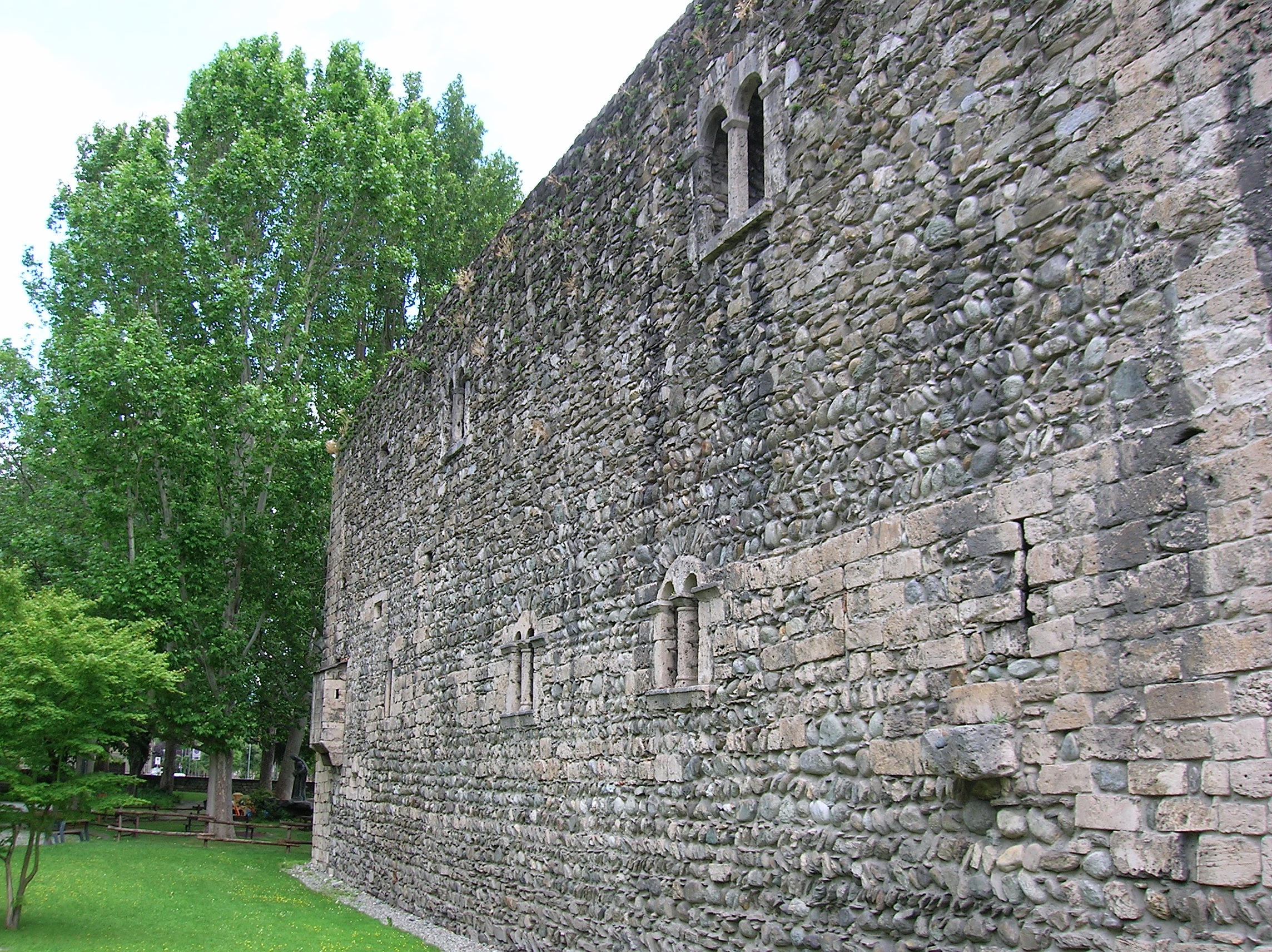
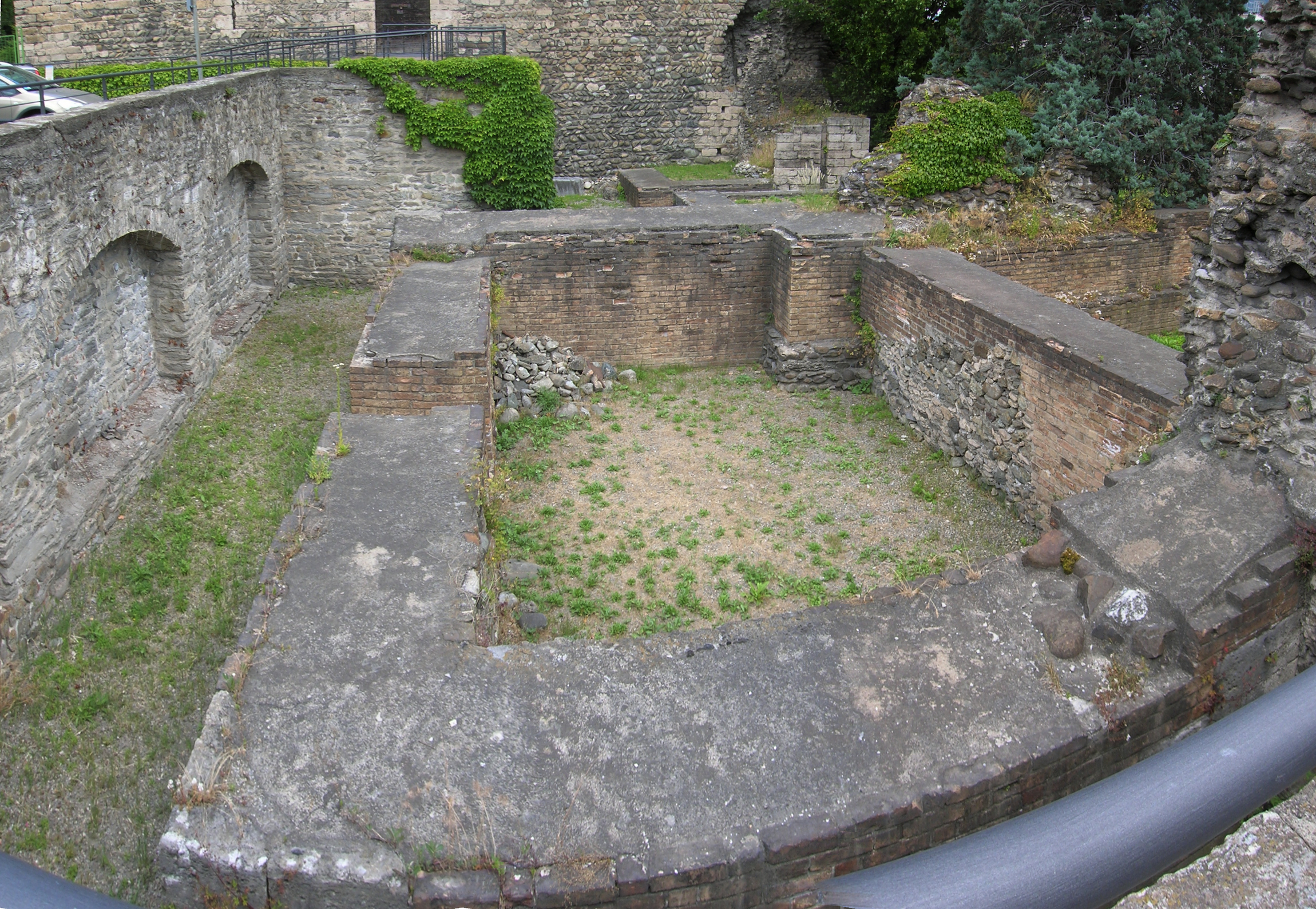